# James Gerry
James Gerry (* 14. August 1796 bei Rising Sun, Cecil County, Maryland; † 19. Juli 1873 in Shrewsbury, Pennsylvania) war ein US-amerikanischer Politiker. Zwischen 1839 und 1843 vertrat er den Bundesstaat Pennsylvania im US-Repräsentantenhaus.

## Werdegang
James Gerry genoss eine gute Grundschulausbildung und besuchte danach die West Nottingham Academy. Nach einem anschließenden Medizinstudium an der University of Maryland in Baltimore und seiner Zulassung als Arzt begann er ab 1824 in Shrewsbury in diesem Beruf zu arbeiten. Später schlug er als Mitglied der Demokratischen Partei eine politische Laufbahn ein.
Bei den Kongresswahlen des Jahres 1838 wurde Gerry im elften Wahlbezirk des Staates Pennsylvania in das US-Repräsentantenhaus in Washington, D.C. gewählt, wo er am 4. März 1839 die Nachfolge von Henry Logan antrat. Nach einer Wiederwahl konnte er bis zum 3. März 1843 zwei Legislaturperioden im Kongress absolvieren. Die Zeit ab 1841 war von den Spannungen zwischen Präsident John Tyler und den Whigs belastet. Außerdem wurde damals bereits über eine mögliche Annexion der seit 1836 von Mexiko unabhängigen Republik Texas diskutiert.
Nach dem Ende seiner Zeit im US-Repräsentantenhaus praktizierte James Gerry bis 1870 wieder als Arzt. Danach zog er sich in den Ruhestand zurück. Er starb am 19. Juli 1873 in Shrewsbury, wo er auch beigesetzt wurde.